# John Claiborne
John Claiborne (* 1777 im Brunswick County, Virginia; † 9. Oktober 1808 ebenda) war ein US-amerikanischer Politiker. Zwischen 1805 und 1808 vertrat er den Bundesstaat Virginia im US-Repräsentantenhaus.

## Werdegang
John Claiborne entstammte einer bekannten Politikerfamilie. Er war der Sohn des Kongressabgeordneten Thomas Claiborne (1749–1812) und älterer Bruder des gleichnamigen Thomas Claiborne (1780–1856), der für  Tennessee im US-Repräsentantenhaus saß. Er war auch noch mit mehreren anderen Politikern verwandt. Claiborne genoss eine gute Schulausbildung. Nach einem Medizinstudium an der University of Pennsylvania in Philadelphia und seiner 1798 erfolgten Zulassung als Arzt begann er in diesem Beruf zu arbeiten. Politisch wurde er Mitglied der von Präsident Thomas Jefferson gegründeten Demokratisch-Republikanischen Partei.
Bei den Kongresswahlen des Jahres 1804 wurde Claiborne im 17. Wahlbezirk von Virginia in das US-Repräsentantenhaus in Washington, D.C. gewählt, wo er am 4. März 1805 die Nachfolge seines Vaters antrat. Nach einer Wiederwahl konnte er bis zu seinem Tod am 9. Oktober 1808 im Kongress verbleiben. Er wurde auf dem Familienfriedhof nahe Dinwiddie beigesetzt. Sein Abgeordnetenmandat fiel nach einer Sonderwahl an Thomas Gholson.